# L'aria serena dell'ovest
L'aria serena dell'ovest è un film del 1990, primo lungometraggio diretto da Silvio Soldini.

## Trama
Cesare Noviti lavora per un'importante azienda e passa il tempo a condurre bizzarre indagini di mercato, mentre sogna di partire per una ricerca etnografica in America centrale. Veronica è un'infermiera e vive sola: la metropoli le offre la possibilità di un locale diverso ogni sera dove trovare un nuovo amante. Tobia, chimico farmaceutico amareggiato da contrasti con i colleghi, prova ad allontanarsi dall'ambiente di lavoro e dalla noia della routine con la moglie Clara. Irene da poco lavora come traduttrice ma - scontenta del recente trasferimento a Milano e della lunga relazione con Mario - pensa di abbandonare lavoro e fidanzato.
Il cambiamento è nell'aria, ma fino all'ultimo non sapremo se la trasformazione finirà per compiersi o se i protagonisti torneranno in qualche modo sui loro passi.
Tutto si svolge in una fredda Milano degli ultimissimi anni ottanta nella quale i percorsi dei quattro protagonisti si incrociano, più o meno fugacemente, anche grazie ad un'agendina perduta che passa di mano in mano, mentre da lontano arrivano notizie relativa alla protesta in piazza Tienanmen e al crollo del muro di Berlino.